# Султан Байзет-Гирей Шаханович
Султан Байзет-Гирей Шаханович (Гирей Султан-Баязет; не ранее 1880 — не ранее 1918) — прапорщик русской армии. Полный кавалер Георгиевского креста.

## Биография
Происходил из очеркесившихся крымских Гиреев. Сын прапорщика Султана Шана (Шахана) Гирея. Младший брат генерал-майора белой армии Клыч-Гирея.
Во время Первой мировой войны состоял всадником во 2-й сотне Черкесского полка Кавказской Туземной конной дивизии.
29 мая 1915 года в бою у местечка Залещики состоял ординарцем у командира 2-й сотни и, несмотря на «убийственный огонь противника», продолжал своевременно передавать приказы командира цепи и донесения к соседней сотне. Получив шрапнелью тяжёлую контузию в правое бедро, до конца боя не переставал исполнять свои обязанности, при этом скрыв от своих товарищей свою контузию, подбадривал их словами.
Участвовал в Брусиловском прорыве и далее при наступлении русской армии в осенних боях в Карпатах и в декабрьских боях в Румынии, за отличие в которых в 1916 году был произведён в офицерский чин прапорщика.
26 июня 1917 года под Калушем у ст. Циенжув Байзет-Гирей был направлен со взводом из 17 человек вперёд для обозначения левого фланга 2-й сотни. Не дожидаясь, когда германские войска раскроют планы русских, он по собственной инициативе произвёл атаку на противника и, прорвав его передовую цепь, вышел ему в тыл, чем способствовал успешной атаке всей 2-й сотни. Потери взвода тогда составили 2 человека убитыми и 7 ранеными. За это дело Байзет-Гирей был награждён Георгиевским оружием.
За время службы Байзет-Гирей был награждён Георгиевскими крестами 4-й степени, 3-й (№ 44643), 2-й степени, 1-й степени (№ 11734), став 15 сентября 1916 года полным Георгиевским кавалером. Также был награждён орденом Святого Станислава 3-й степени с мечами и бантом (23.01.1917), Георгиевским оружием (приказ по 8-й армии от 02.09.1917 г. № 2855).